# Pulvinaria portblairensis
Pulvinaria portblairensis är en insektsart som beskrevs av Yousuf och Shafee 1988. Pulvinaria portblairensis ingår i släktet Pulvinaria och familjen skålsköldlöss. Inga underarter finns listade i Catalogue of Life.